# Бензобарбитал
Бензобарбитал (Бензонал) — противосудорожное средство, производное фенобарбитала. Отличается от него меньшим снотворным и седативным действием.
Включён в перечень жизненно необходимых и важнейших лекарственных препаратов.

## Общая информация

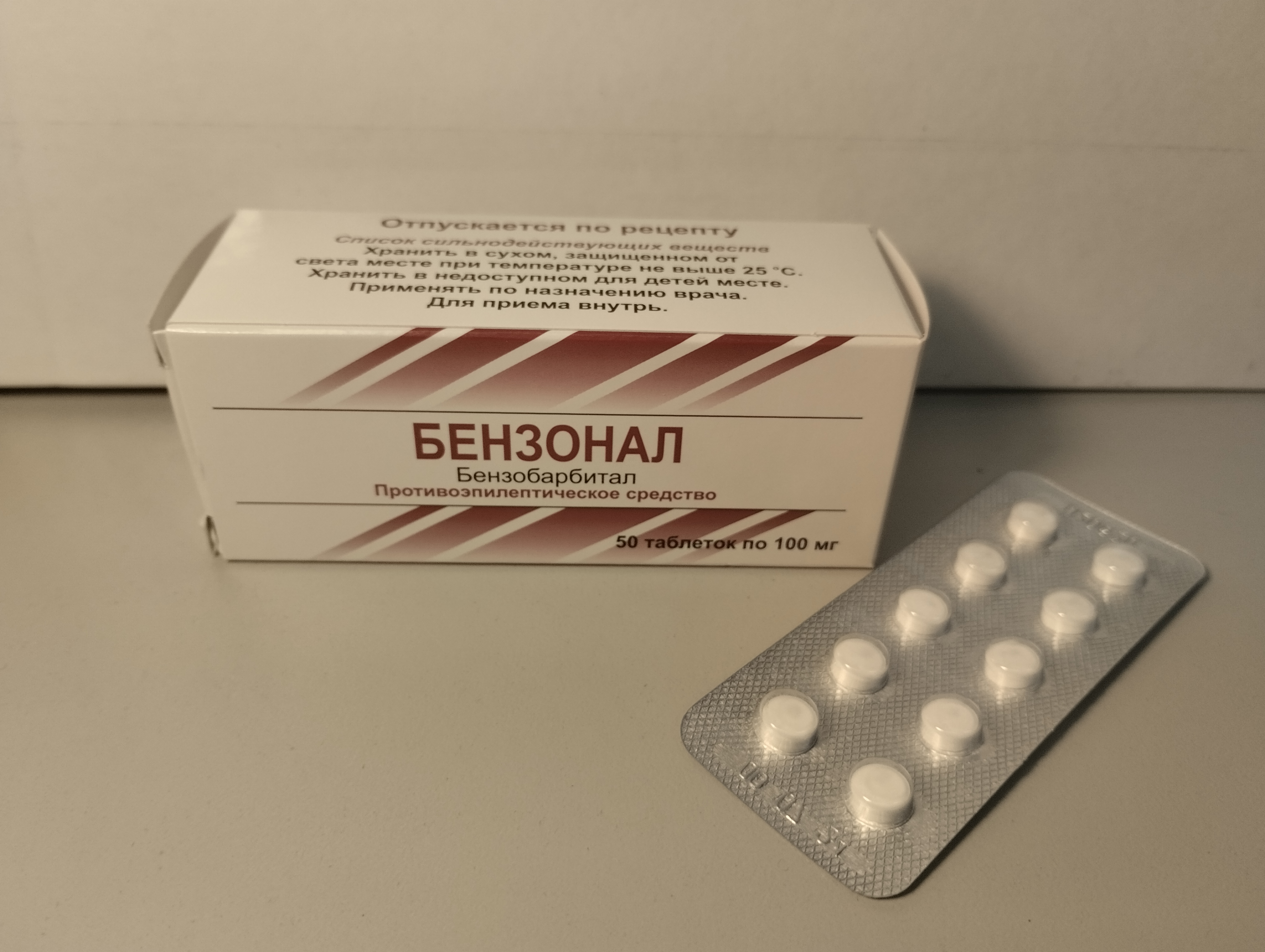
Упаковка и таблетки бензобарбитала под торговым наименованием "Бензонал".

Разработан в Советском Союзе в 1959 г. Бензонал получен в результате «модификации» молекулы фенобарбитала. Как видно из формулы, он отличается от фенобарбитала лишь тем, что в положении N1 содержит остаток бензойной кислоты.
Фармакокинетические исследования позволили установить, что бензонал быстро метаболизируется в организме, высвобождая фенобарбитал, который и оказывает противосудорожный эффект. Бензонал может таким образом рассматриваться как «пролекарство».
Применяют бензонал для лечения судорожных форм эпилепсии различного происхождения, включая случаи с фокальными и джексоновскими припадками.
В сочетании с гексамидином, карбамазепином, дифенином и другими противоэпилептическими препаратами бензонал используют для лечения бессудорожных и полиморфных припадков.
Назначают внутрь в виде таблеток (после еды).
Разовая доза для взрослых составляет 0,1—0,15—0,2 г, суточная — до 0,8 г; чаще назначают по 0,1 г 3 раза в сутки.
Высшие дозы для взрослых: разовая 0,3 г, суточная 1 г.
Детям в возрасте 3—6 лет назначают по 0,025—0,05 г на приём (0,1—0,15 г в сутки), 7—10 лет — по 0,05—0,1 г на приём (0,5—0,3 г в сутки), 11—14 лет — по 0,1 г на приём (0,3—0,4 г в сутки).
Высшие дозы для детей (старшего возраста): разовая 0,15 г, суточная 0,45 г.
Лечение начинают с однократного приёма разовой дозы. Через 2—3 дня постепенно увеличивают дозу до оптимальной суточной (снижение частоты и интенсивности и прекращение припадков при хорошей переносимости). Если больной ранее принимал другие противосудорожные средства, то к лечению бензоналом надо переходить постепенно; бензоналом заменяют сначала одну, а затем (через 3—5 дней) вторую и третью дозы прежнего препарата. После полной замены прежнего препарата дозу бензонала постепенно увеличивают до полного прекращения припадков или уменьшения их частоты и интенсивности. Лечение продолжают длительно (не менее 1—2 лет) даже при отсутствии припадков. При стойкой компенсации, дозу медленно снижают до одной разовой дозы в сутки, продолжая, однако, длительный приём препарата. В случае появления при уменьшении дозы признаков припадков следует вновь вернуться к прежней суточной дозе.
Подобно фенобарбиталу, бензонал является «индуктором» ферментов, повышает активность монооксигеназной ферментной системы печени и поэтому может применяться для лечения гипербилирубинемий. Имеются данные об эффективности бензонала в комплексной терапии гемолитической болезни новорождённых и его лучшей переносимости по сравнению с фенобарбиталом.
Бензонал обычно хорошо переносится. В противосудорожных дозах не вызывает выраженной сонливости, психической вялости, заторможенности, головной боли. Эти явления (а также атаксия, нистагм, затруднение речи) наблюдаются лишь в отдельных случаях — при повышенной чувствительности или при передозировке, и тогда требуется уменьшение дозы или назначение кофеина (0,05—0,075 г на приём). У некоторых больных ухудшается аппетит.
У больных, принимавших ранее барбитураты, при переходе на лечение бензоналом может нарушиться сон, что легко устраняется назначением на ночь 0,05—0,1 г фенобарбитала или других снотворных средств.

## Противопоказания
Бензонал противопоказан при поражениях почек и печени с нарушением их функций, при сердечной декомпенсации.